# 川崎タカオ
川崎 タカオ（かわさき タカオ、1975年 - ）は、日本のイラストレーター、漫画家。

## 人物・経歴
神奈川県出身、東京都在住。
阿佐ヶ谷美術専門学校卒業後、元祖マンガイラストレーター・コミック画家のスージー甘金に師事。5年間のアシスタント後はフリーのイラストレーターとして活動。漫画も描く。
作風はパステルによる厚塗りタッチと線によるタッチのものがあるが、近年はどちらのタッチも主にデジタルで作業。劇画的な暑苦しいものやコミカルなものが多く、似顔絵の仕事も多い。
漫画は間抜けだったり情けない人間（キャラクター）が主人公で、ギャグと劇画をミックスしたような作風。
神田神保町にあるラーメン屋「麺ダイニング ととこ」の巨大な看板イラストを描いている。
漫画雑誌「コミックビーム」（KADOKAWA）の読者欄にて4コマ漫画「感動ロボ カンドウノボル」1本を15年以上に渡り連載中。

## 作品リスト

### 著書
- 『へたれチキン』（漫画単行本・リトルモア 2004年）ISBN 978-4-89815-131-0
- 『きまぐれな輝き』（漫画単行本・青林工藝舎 2007年）ISBN 978-4-88379-253-5
- 『待ちぼうけ紳士』（漫画単行本・青林工藝舎 2011年）ISBN 978-4883793471

- お笑いえほん (1)ガムのようせい（絵本・笑い飯との共著　岩崎書店 2016年）
- おすしかめんサーモンシリーズ（児童書・土門トキオと共著　Gakken 2021年）

1. きょうふ! なぞなぞニギリーランド（2021年）
2. ようかいダジャレ小学校（2021年）
3. ドッキリ! だまし絵パズルじま（2022年）

### 自主制作本
- 「鳥や宇宙人」（単行本未収録の4コマ漫画集）
- 「THE REUSE COMIC VOL.1」（使いまわし漫画）

### 広告
- JAL CARD「 マイレージプラン　自分のためにマイルをためる！～サラリーマン　まい朗編～」リーフレット漫画＆イラスト
- 「ROOTS」入団テスト　WEBサイト
- SNICKERS「男子力発電グランプリ」WEB＆イベントポスター
- ASUS「デキるオトナのFonepad7」WEB
- au「教えて！auスマホ先輩　祝新学年　春のスマホ大紹介」パンフレット
- PS Vita「共闘学園」のイベント「共闘甲子園」WEB＆プロモーション垂れ幕
- 「夢を現実にするノウハウ・ANDROIDで未来を創ろう！」パンフレット、漫画＆イラスト
- TV番組「ハックツベリー」ポスター
- サントリー「CC.Lemon×松岡修造　」LINEスタンプ

### 映画
- 映画『裁判長！ここは懲役4年でどうですか』（2010年11月6日公開）- 傍聴シーンにてエキストラ出演。また被告着用ジャケット（原作：ドクロ）のイラストは「へたれチキン」が採用されている。

### カバーイラスト
- 「自家中毒」（著＝土田英生／ぴあ）
- 「お前は世界の王様か！」（著＝原田宗典／メディアファクトリー）
- 「泣かぬなら殺してしまえホトトギス２」（著＝スネ～ク／角川SSC）
- 「SFバカ本　天然パラダイス編」（編＝岬兄悟・大原まり子／KADOKAWA）
- 「遠い響き」（著＝藤谷治／毎日新聞出版社）
- 「アメリカは今日もステロイドを打つ」（著＝町山智浩／集英社）
- 「私が愛した広島カープ」（著＝神田康秋／東京ニュース通信社）
- 「80年代パ・リーグ今だから言えるほんとの話」（著＝金村義明／東京ニュース通信社）
- 「サバイバルの流儀」（著＝山口智司／ディスカヴァー・トゥエンティワン）
- 「パンドラ映画館」電子書籍（著＝長野辰次／サイゾー）
- 「ミュージック・マガジン」（ミュージック・マガジン）
- 「トリックアート戦国時代」（監修＝北岡明佳／あかね書房）
- 「すごい科学者のアカン話」（監修＝藤嶋昭／ナツメ社）
- 「賞金稼ぎ　スリーサム！」（著＝川瀬七緒／小学館）
- 「二重拘束のアリア」（著＝川瀬七緒／小学館）
- 「面白すぎる！日本史の授業」（河合敦・房野史典／あさ出版）
- 「任侠ショコラティエ」（著＝新藤冬樹／双葉社）

### 挿絵
- 「サイゾー」（サイゾー）「男たちよ、武器を持て！中村うさぎのアダルトクエスト」
- 「特選小説」（綜合図書）「解いてムラムラ！」間違い探し
- 「Tarzan」（マガジンハウス）「Muscle Investment」文＝フェルディナント・ヤマグチ
- 「別冊カドカワScene」（KADOKAWA）「アルコ＆ピース・酒井健太のフリースタイルライフ」漫画
- 「NIKKEI STYL」WEB 「鈴木ともみの気になるハナシ」
- 「アルバ」（グローバル ゴルフ メディア グループ株式会社 ）「一石三鳥ストレッチ」

### 宣伝ビジュアル
- お笑いコンビ・錦鯉の初の独演会ツアー「バカが来た」のポスターイラスト
- 関西を拠点とする劇団「MONO」のポスターイラストを担当